# Leptotes cassius
Espèce
Leptotes cassius est une espèce américaine de lépidoptères (papillons) de la famille des Lycaenidae et de la sous-famille des Polyommatinae.

## Dénominations
Leptotes cassius a été décrit par Pieter Cramer en 1775 sous le nom de Papilio cassius.
Synonymes : Lycaena cassius ; Godman et Salvin, [1887].

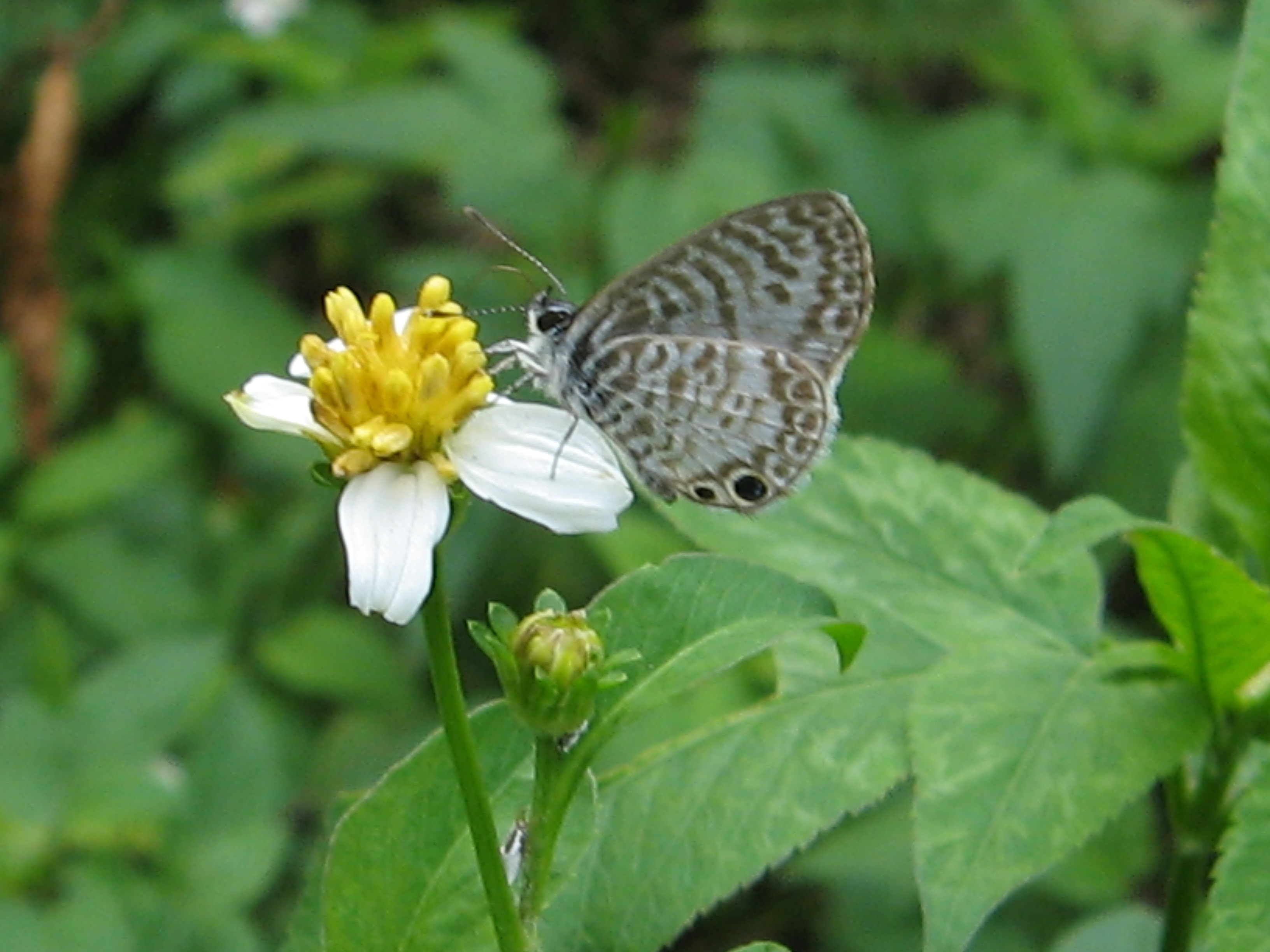
Revers de Leptotes cassius.

### Sous-espèces
- Leptotes cassius cassius présent au Surinam.
- Leptotes cassius cassidula (Boisduval, 1870) présent au Texas, au Mexique et au Honduras.
- Leptotes cassius cassioides (Boisduval, 1870)
- Leptotes cassius catilina (Fabricius, 1793)
- Leptotes cassius striata (Edwards, 1877)
- Leptotes cassius theonus (Lucas, 1857) présent en Floride, à Cuba et aux Grandes Antilles (dont Martinique et Guadeloupe).

### Noms vernaculaires
Leptotes cassius se nomme Tropical Striped Blue ou Cassius Blue en anglais,.

## Description
Leptotes cassius est un papillon d'une envergure de 20 mm à 35 mm au dessus de couleur bleu clair, taché de blanc chez la femelle, avec ou non deux taches foncées proches de l'angle anal de l'aile postérieure.
Le revers est gris beige foncé zébré de lignes blanches et orné à l'aile postérieure de deux gros ocelles noirs marqués de bleu métallisé, proches de l'angle anal.

## Biologie

### Période de vol et hivernation
Il vole toute l'année en plusieurs générations en Floride et au Texas.

### Plantes hôtes
Ses plantes hôtes sont nombreuses dont des Plumbago (Plumbago auriculata, Plumbago capensis, Plumbago scandens), des Phaseolus, (Phaseolus limensis, Phaseolus lunatus, Phaseolus vulgaris), Crotalaria incana et  Crotalaria vitellina, Galactia volubilis, Macroptilium lathyroides, Malpighia glabra, et pour Leptotes cassius cassidula : lbizzia lebbeck, Calliandra surinamensis, Calopogonium mucunoides, Clytostoma callistegoides, Pithecellobium dulce.

## Écologie et distribution
Il est présent en Amérique, comme résident dans le sud de l'Amérique du Nord et toute l'Amérique du Sud. Aux États-Unis il est résident au Texas et en Floride et serait migrateur jusqu'au Kansas et au Missouri.

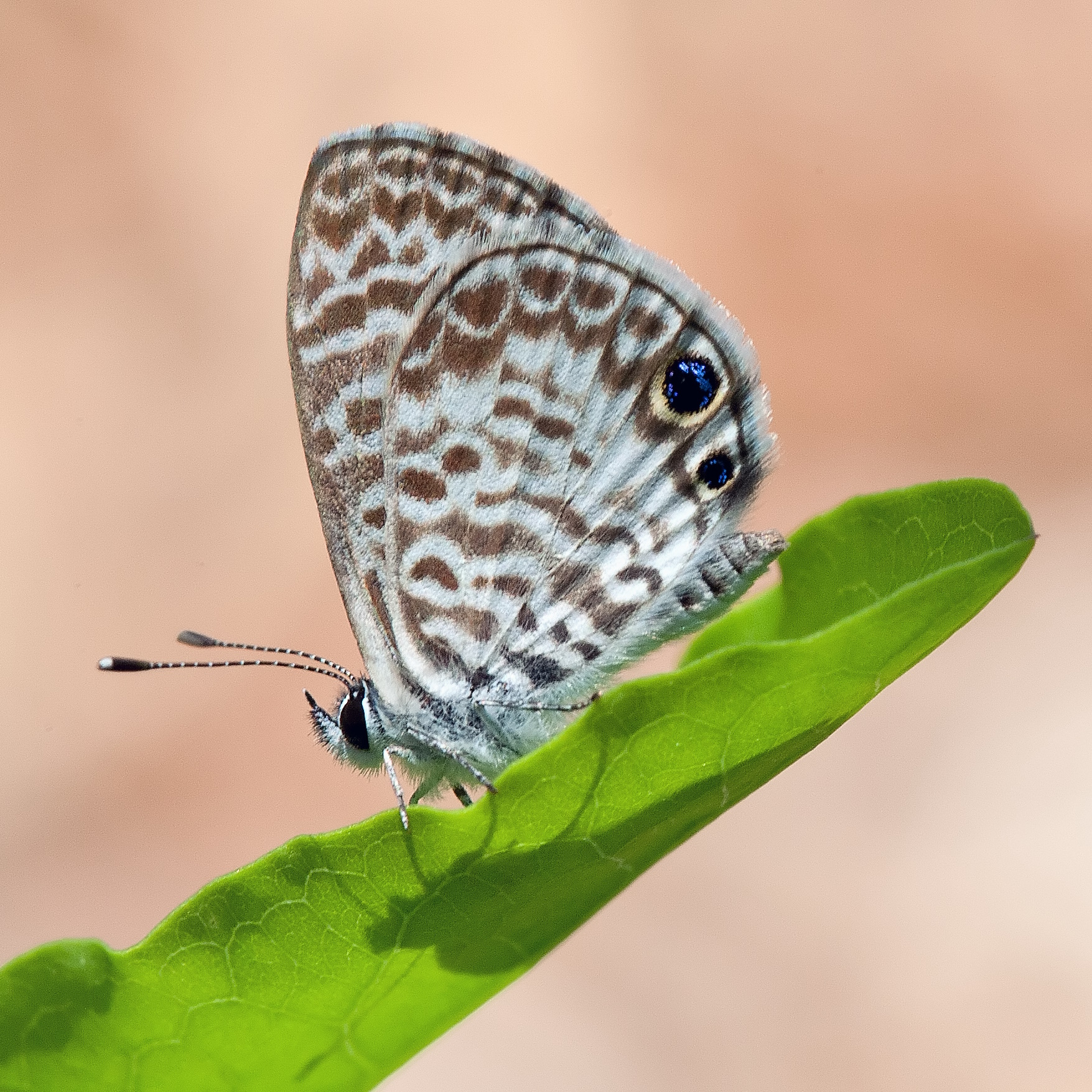
Leptotes cassius.

### Biotope
Son habitat est varié, lisières de forêts, friches, cultures, jardins d'agrément.

### Protection
Pas de statut de protection particulier.

### Liens taxonomiques
- (en) Catalogue of Life : Leptotes cassius (Cramer, 1775) (consulté le 2 janvier 2022)
- (fr + en) ITIS : Leptotes cassius (Cramer, 1775)
- (en) Tree of Life Web Project : Leptotes cassius